# فرانك إل. روبرتس
فرانك إل. روبرتس (بالإنجليزية: Frank L. Roberts)‏ هو سياسي أمريكي، ولد في 28 ديسمبر 1915 في بويسي في الولايات المتحدة، وتوفي في 31 أكتوبر 1993 في سايلم في الولايات المتحدة بسبب سرطان البروستاتا. حزبياً، نشط في الحزب الديمقراطي. وقد انتخب عضو مجلس ولاية أوريغون وانتخب عضو مجلس نواب أوريغون.